# Philipp Autenrieth
Philipp Autenrieth (Ulm, 13 de septiembre de 1990) es un deportista alemán que compite en vela en la clase 470. Ganó una medalla de oro en el Campeonato Mundial de 470 de 2022.

## Palmarés internacional
| \| Campeonato Mundial \| Campeonato Mundial \| Campeonato Mundial \| Campeonato Mundial \| \| Año \| Lugar \| Medalla \| Clase \| \| ------------------ \| ------------------ \| ------------------ \| ------------------ \| \| 2022 \| Sdot Yam (Israel) \| Medalla de oro \| 470 mixto \| |                   |                |           |
| Campeonato Mundial |                   |                |           |
| Año | Lugar             | Medalla        | Clase     |
| 2022 | Sdot Yam (Israel) | Medalla de oro | 470 mixto |